# 扎博洛特亞 (瓦拉什區)
51°18′24″N 25°54′49″E / 51.30667°N 25.91361°E
扎博洛特亞（烏克蘭語：Заболоття），是烏克蘭西北部羅夫諾州瓦拉什区瓦拉什市镇的村落。始建於1583年，面積22.3平方公里，海拔高度163米，2001年人口1,126，人口密度每平方公里50.4人。